# きかんしゃトーマス めざせ!夢のチャンピオンカップ
『きかんしゃトーマス めざせ！夢のチャンピオンカップ』（原題：Thomas and Friends : Race for the Sodor Cup）は、テレビシリーズ『きかんしゃトーマス』の長編シリーズ第18作目の作品である。2DCGアニメーションにリニューアルされたテレビシリーズ『きかんしゃトーマス』においては第1作目の劇場版となる。

## 概要
本作よりマテル社と提携したネルバナ社による制作になった事に伴い、2Dアニメーション映画として製作される。
主人公のトーマスはもちろん、過去に登場したヒロとケンジに本シリーズからの新キャラクターであるカナを加えた、日本出身のキャラクターたちが集結し活躍するストーリーとなっている。
英国での初公開時は一部キャラクターの声が北米版の流用であったが、のちに再録された。
この作品は、2023年のキッズスクリーンアワード（Kidscreen Awards）プレスクール番組部門のベストテレビ長編賞に『ミッキーとミニー クリスマスにねがいを』『ミッキー ふたりのまじょのおはなし』と並べてノミネートされた。

### 日本での公開
2023年3月10日より劇場公開。2Dアニメーションへの移行に伴う声優陣の一新が行われてから初めての長編映画となる。
原語版とは異なり、通常のテレビ放送と同じオープニングが用いられた。また、エンディングにも歌詞が付いている。
ゲスト声優として、互いに親交の深いYOUと藤井隆がそれぞれファローナ役とフレデリコ役を、ガールズ・パフォーマンスグループLucky²がレースに出るトーマスたちを応援するこどもたち役を担当する。

## あらすじ
蒸気機関車のトーマスは、友達の電車カナとケンジがチームで出場するレース『ソドーカップ』を誰よりも楽しみにしていた。しかしカナの不注意を庇ったケンジがスカートを負傷し、レースに出られなくなってしまう。ケンジの見込みや成り行きで、カナの新たなパートナーはトーマスとなってしまうが、2台とも出場して勝つ自信がない。そこへケンジのかつてのコーチであったヒロが現れ、能力に大きな差がある2台でも協力してレースで勝てるような特訓を始めた。

## 登場キャラクター

### ソドー島
トーマス
主人公の青いタンク式蒸気機関車。
カナ
紫いろの電車で、本作のもう一人の主人公。日本出身。ソドー島一番のスピードが自慢。
ケンジ
銀色の超特急。日本出身。カナをソドーカップレースのパートナーに選んだ。
ヒロ
日本出身の黒いテンダー式蒸気機関車。かつてケンジの先生だった。
パーシー
緑のタンク式蒸気機関車。トーマスの親友。
ニア
オレンジ色のタンク式蒸気機関車。パーシーとソドーカップを観戦する。
ディーゼル
黒いディーゼル機関車。ファローナとフレデリコのファン。
サンディー
モーターカー。機関車の修理や保線が仕事。
カーリー
黄色いクレーン車。サンディーと行動を共にしている。
ゴードン
青いテンダー式蒸気機関車。過去にチャンピオンカップを手にしたことがある。
クランキー
港に佇む灰緑のクレーン。気難し屋。
バルストロード
ケンジを載せてきた白い艀。穏やかな性格。
ハロルド
白いヘリコプター。レースの中継を担当。
トップハム・ハット卿
ソドー島の鉄道の管理人。今回はレースの主催者として登場する。

### ソドーカップレースの対戦相手
ファローナとフレデリコ
スペイン出身の電車のペア。意地が悪く、勝つためには手段を択ばない。
リフとジフ
昨年のワールドレースで優勝した電車のペア。いつも笑ってレースを楽しんでいる。

## キャスト
| 役名                 | オリジナル（北米版）声優                                       | 英国版声優                                                     | 日本語吹き替え |
| -------------------- | -------------------------------------------------------------- | -------------------------------------------------------------- | -------------- |
| トーマス             | ミーシャ・コントレラス                                         | アーロン・バラシ                                               | 田中美海       |
| カナ                 | エイヴァ・ロ                                                   | クロエ・ラファエル                                             | 大久保瑠美     |
| パーシー             | チャーリー・ゼルツァー                                         | アンリ・チャールズ                                             | 越乃奏         |
| ニア                 | タリア・エヴァンス                                             | シャーデー・スミス                                             | 古賀英里奈     |
| ディーゼル           | ショモイ・ジェームス・ミッチェル                               | ヘンリー・ハリソン                                             | 山藤桃子       |
| カーリー             | ジェナ・ワーレン                                               | エヴァ・モハメド                                               | 土師亜文       |
| サンディー           | グリー・ダンゴ                                                 | ホリー・ディクソン                                             | 山下七海       |
| ケンジ               | キンタロー・アキヤマ                                           | 田淵大                                                         | 西山宏太朗     |
| ヒロ                 | キンタロー・アキヤマ                                           | 田淵大                                                         | 酒井敬幸       |
| ゴードン             | ニール・クローン                                               | ウィル・ハリソン=ウォーレス                                    | 武内駿輔       |
| クランキー           | コーリー・ドラン                                               | ウィル・ハリソン=ウォーレス                                    | 堂坂晃三       |
| いたずら貨車         | ジェイミー・ワトソン                                           | ジャイ・アームストロング                                       | 堂坂晃三       |
| バルストロード       | ジェイミー・ワトソン                                           | ウィル・ハリソン=ウォーレス                                    | 内野孝聡       |
| リフ                 | アディソン・ホーリー                                           | ジェシカ・キャロル                                             | 望田ひまり     |
| ジフ                 | エヴァニー・ローゼン                                           | ジェシカ・キャロル                                             | 遠藤さやか     |
| ファローナ           | ハンバリー・ゴンザレス                                         | ジェシカ・キャロル                                             | YOU            |
| フレデリコ           | トーマス・サントロ                                             | マット・コールズ                                               | 藤井隆         |
| トップハム・ハット卿 | ブルース・ダウ                                                 | トム・デュセック                                               | 岡本幸輔       |
| こどもたち           | （日本語吹き替え版のみ台詞が挿入、ただし配信・CS放送版を除く） | （日本語吹き替え版のみ台詞が挿入、ただし配信・CS放送版を除く） | Lucky²         |

## 挿入歌
| 全作詞: ピーター・ガフニー。 |                                       |                    |                                       |      |
| #                            | タイトル                              | 作詞               | 作曲                                  | 時間 |
| 1.                           | 「はやいってすごい」(When I Go Fast)  | ピーター・ガフニー | ジュリー・フェーダー                  | 1:58 |
| 2.                           | 「すべてをまなべ」(The Training Song) | ピーター・ガフニー | アンヌリーズ・ノローニャ              | 1:58 |
| 3.                           | 「みてよ ふたりを」(Look It's Us)     | ピーター・ガフニー | ヒル・クルクティス ダムネイト・ドイル | 2:11 |
| 合計時間:                    | 合計時間:                             | 合計時間:          | 6:07                                  |      |